# Мазарович, Олег Александрович
Олег Александрович Мазарович (22 октября 1922, Москва — 24 июля 2002, Москва) — советский ученый-геолог, доктор геолого-минералогических наук (1974), Заслуженный профессор МГУ (1995).

## Биография
Родился 22 октября 1922 года в городе Москве, в семье геолога А. Н. Мазаровича.
30 июня 1941 года был мобилизован на сооружение противотанковых заграждений на границе Смоленской, Брянской и Калужской областей. В середине октября 1941 года был призван в Забайкальский военный округ, был в составе танковой дивизии. В августе 1945 года сражался с японцами на Забайкальском фронте в Маньчжурии. В ноябре 1945 года был демобилизован.
В 1950 году окончил Геологический факультет МГУ, кафедра исторической геологии.
После окончания аспирантуры работал на геологическом факультете МГУ: ассистент (1953—1961), доцент (1961—1976), профессор кафедры исторической и региональной геологии.
В 1954 году защитил кандидатскую диссертацию на тему «Верхнепалеозойская Тенизская впадина».
Исследователь геологического строения и развития Казахского нагорья, верхнепалеозойской Тенизской впадины, Сарысу-Тенизского водораздела и Джезказган-Улутауского района, района Карагандинского бассейна, Северного и Северо-Восточного Казахстана, стратиграфии девона Казахстана, геологии орогенных формаций палеозоид Урало-Монгольского пояса и Центральной Европы. Изучал геологию моласс всех геотектонических циклов фанерозоя Евразии, создал классификацию моласс на основе развернутого определения молассовой формации и их роли в истории Земли.
В 1973 году защитил докторскую диссертацию на тему «Геология девонских моласс».
Читал лекции и вёл занятия по геологии России, Германии и стран ближнего зарубежья, методике составления тектонических карт, по структурной геологии и геологическому картированию. Проводил практику у студентов в Крыму, был её научным руководителем
Автор Геологической карты СССР для высшей школы и Геологической карты европейской части СССР для высшей школы.
Скончался 24 июля 2002 года в Москве. Похоронен на Новодевичьем кладбище (участок № 2, ряд № 27, место № 20) у могилы родителей.

## Семья
Двоюродный брат — Милановский, Евгений Евгеньевич (1923—2012) — геолог, историк науки, академик РАН, профессор МГУ.
- Сын Александр (род. 1954) — геолог, дочь Екатерина.

## Награды и премии
- 1985 — Орден Отечественной войны II степени
- 1992 — I премия МОИП
- 1995 — Заслуженный профессор МГУ
- Знак Отличник разведки недр.

## Членство в организациях
- 1950 — МОИП, заместитель главного редактора Бюллетеня МОИП, серия геологическая (1986).
- Девонская комиссия Межведомственного стратиграфического комитета СССР
- Комиссия по картам для высшей школы при Минвузе СССР
- Экспертная группа ВАК СССР
- 1976 — Председатель Экспертной и Методической комиссий отделения геологии геологического факультета МГУ
- Член советов по защите диссертаций по общей и региональной геологии и геотектонике на геологическом факультете МГУ
- Ответственный секретарь журнала Вестник Московского университета, Серия геология (1964—1971)
- Член редколлегии Атласа палеотектонических карт Казахстана.